# Stanislava Topinková-Fořtová
Stanislava Topinková-Fořtová (* 20. srpna 1961 Plzeň) je česká operetní a muzikálová herečka a zpěvačka a pedagožka.

## Životopis
Stanislava Fořtová se narodila v Plzni a od sedmi let studovala zpěv u Stelly Vedamové–Jarolímové, někdejší sólistky plzeňské opery. Následně šla studovat do Prahy na Státní konzervatoř obor sólový zpěv, kde také studovala u Stelly Vedamové–Jarolímové a v roce 1982 absolvovala představením Mamzelle Nitouche v Žižkovském divadle. V tentýž roce získala stálé angažmá v DIvadle J. K. Tyla ve svém rodném městě. V roce 1988 odešla společně s Janem Ježkem a Petrem Novotným do Hudebního divadla Karlín v Praze. Zde si například zahrála Funny v muzikálu Funny Girl, Káču v Divotvorném hrnci, Sugar, Wandu nebo v Rose Marii. Během toho také spolupracovala s divadlem Semafor. V roce 1994 se vrátila zpátky do plzeňského DIvadle J. K. Tyla. Vytvořila zde řadu rolí, například Káču v Divotvorném hrnci, Gizabelu v Cats nebo Dolly v muzikálu Hello, Dolly!. Vystupuje také s Josefem Dvořákem s Divadelní společnosti Josefa Dvořáka.
Kromě ocenění Ceny Vendelína Budila za významný přínos v oboru muzikálu a operety v roce 2007 a vítězkou ankety diváků o nejoblíbenější umělkyni Divadla J. K. Tyla v Plzni v sezóně 1999/2000 byla nominována na cenu Thálie v roce 1997 za roli Dolly v muzikálu Hello, Dolly! a v roce 1999 za roli Lilli/Kate v muzikálu Kiss Me, Kate. Cenu Thálie ale obdržela až za rok 2003 v oboru opereta a muzikál za mimořádný výkon v roli Paní Johnstonová v muzikálu Pokrevní bratři v plzeňském DIvadle J. K. Tyla. Byla nominována i za rok 2019 v oboru opereta a muzikál za roli paní Lovettové v muzikálu Sweeney Todd: Ďábelský holič z Fleet Street.
Zahrála si v seriálech 3 plus 1 s Miroslavem Donutilem a Modrém kódu.